# Harry Maguire
Jacob Harry Maguire (* 5. březen 1993) je anglický profesionální fotbalista, který hraje na pozici středního obránce za anglický klub Manchester United FC a anglickou reprezentaci.

## Klubová kariéra
Během června 2017 změnil působiště a zamířil do Leicesteru, který za něj zaplatil celkem 17 milionů liber.
V ročníku 2017/18 nastoupil jako hráč základní jedenáctky do všech 38 klání v Premier League, aniž by byl střídán. Vstřelil rovněž dva góly, a to proti Brightonu (2. kolo) a Manchesteru United (19. kolo).
Od začátku další sezóny 2018/19 opět nastupoval v základu a odehrál celé 4 úvodní zápasy. Ve třetím zápase se trefil v závěru zápasu v nastavení a pomohl Leicesteru otočit skóre z 0–1 na 2–1 na půdě Southampton FC.
V září podepsal nový kontrakt a prodloužil do roku 2023.

### Manchester United
Během července se Maguire domluvil na smlouvě s Manchesterem United, který za něj Leicesteru zaplatil částku 80 milionů liber.
Stal se tak nejdražším obráncem fotbalové historie, když překonal přestup van Dijka do Liverpoolu z roku 2018.
Maguire se představil v úvodním kole anglické ligy proti Chelsea, kterou United porazili 4:0.
Po konci sezóny 2019/20 Premier League byl Maguire jedním z hráčů, kteří na hřišti nechyběli ani minutu napříč všemi 38 zápasy.
Maguire, kapitán týmu, skončil s mužstvem na třetím místě v konečné tabulce.

## Reprezentační kariéra
Během října 2017 si Maguire odbyl svůj debut za reprezentaci, a to v zápase proti reprezentaci Litvy.
Anglie venku vyhrála 1–0 a Maguire si v obraně zahrál vedle Michaela Keanea a Johna Stonese v tříčlenné obraně.
Trenér Gareth Southgate Maguireho nakonec nominoval na světový šampionát konaný v Rusku.
Šampionát začal v základní sestavě na postu stopera a v prvním zápase proti Tunisku přihrál na vítězný gól útočníkovi Harrymu Kaneovi, který svým druhým gólem zápasu změnil stav na 2–1 pro Albion.
Druhý zápas s Panamou ve skupině znovu odehrál v základu, ve třetím zápase proti Belgii pak nastoupil do druhého poločasu, když vystřídal Johna Stonese.
Maguire dostal důvěru na stoperu i v play-off turnaje, odehrál vítězné osmifinále proti Kolumbii, kdy Angličané postoupili až po penaltové rozstřelu. Ve čtvrtfinále se Švédskem si připsal první branku za národní tým a přispěl k výhře 2–0, poté co se prosadil hlavou po rohovém kopu Ashleyho Younga.
Nastoupil rovněž celé zápasy v prohraných soubojích s Chorvatskem (semifinále) a Belgií (o bronz).
Ve vůbec prvním utkání nové Ligy národů byl znovu v základu proti Španělsku a odehrál utkání celé, avšak Angličané prohráli 1–2.
Euro 2020
Na Euru, které se konalo o rok déle než mělo se Maguire dostal do sestavy šampionátu. Svými výkony tak dokázal zapomenout na nepovedenou sezonu v Manchesteru United. Nejvíce zaujmul svým gólem ve čtvrtfinále proti Ukrajině a také proměněnou penaltou ve finálovém rozstřelu. Ta ovšem na celkové vítězství v turnaji nestačila, a tak se Maguire společně s celou Anglií musel spokojit se stříbrnou medailí.

### Mistrovství světa 2022
Přes kritizované nepřesvědčivé výkony byl trenérem Southgatem povolán na své druhé Mistrovství světa, které v listopadu a prosinci roku 2022 pořádal Katar. V základní sestavě po boku Johna Stonese odehrál 21. listopadu první skupinové utkání s Íránem, v němž Anglie Írán porazila 6:2. Solidní výkon doprovázela asistence na druhý gól a Maguireho hlavička byla zastavena brankovou konstrukcí. O čtyři dny později se postavil hráčům Spojených států, navázal na předešlý výkon a náležel mezi nejlepší hráče svého týmu v bezgólovém střetnutí.

## Úspěchy

### Klubové

#### Manchester United
- EFL Cup 2022/23

### Individuální
- Sestava sezóny Evropské ligy UEFA – 2020/21[16]
- hráč měsíce Leicester 2018
- Sestava Eura 2020